# Eva Quante-Brandt

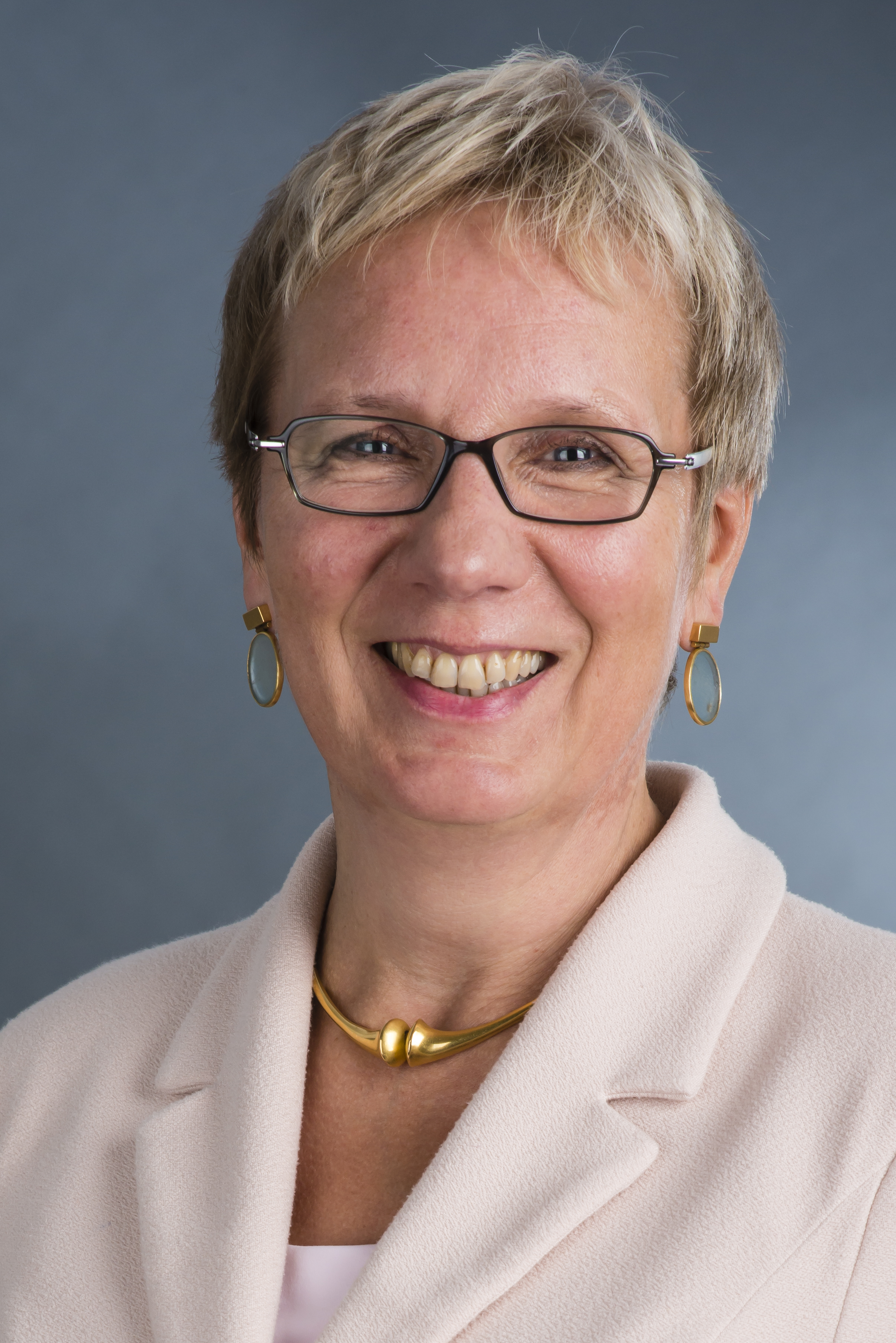
Eva Quante-Brandt (2015)

Eva Quante-Brandt (* 13. Januar 1960 in Bremen) ist eine deutsche Politikerin (SPD) und Hochschullehrerin in der Berufs- und Erwachsenenbildung. Sie war von 2011 bis 2012 Bevollmächtigte der Freien Hansestadt Bremen beim Bund und für Europa. Von Dezember 2012 bis Juli 2015 war sie Senatorin für Bildung und Wissenschaft, von Juli 2015 bis August 2019 Senatorin für Wissenschaft, Gesundheit und Verbraucherschutz. Danach war sie von 2019 bis 2023 Mitglied der Bremischen Bürgerschaft und seit 2022 ist sie Präsidentin des Landessportbunds Bremen.

## Biografie
Quante-Brandt studierte von 1980 bis 1986 Pädagogik, Germanistik und Sport auf Lehramt an der Universität Hamburg und schloss 1988 nach einem Referendariat in Bremen das Studium mit dem Zweiten Staatsexamen ab. 
Sie lebt in Bremen, ist verheiratet und hat zwei erwachsene Kinder.

### Forschung und Lehre
Von 1988 bis 1991 war sie Geschäftsführerin der Bremer Arbeitslosen-Selbsthilfe.
1991 begleitete sie wissenschaftlich einige von der EU geförderte Projekte Bremens und war wissenschaftliche Mitarbeiterin im Forschungsprojekt Re-Integration langzeitarbeitsloser Jugendlicher und junger Erwachsener durch Arbeit an der Universität Bremen. 1994 war sie wissenschaftliche Mitarbeiterin beim Wissenschaftssenator und 1995 an der Akademie für Arbeit und Politik der Universität Bremen, verbunden mit einem Lehrauftrag im Studiengang Erwachsenenbildung. 1996 wurde Eva Quante-Brandt in Bremen zum Dr. rer. pol. promoviert. 1996 gründete und leitete sie einen Arbeitsausschuss zur Vermeidung von Ausbildungsabbrüchen und war in der Benachteiligtenforschung an der Akademie für Arbeit und Politik tätig. Seit 1999 folgten Aufgaben im Bereich der Ausbildung zur Konfliktvermittlung in der Berufsausbildung, ein Projekt, das sie seit 2001 leitete.
Quante-Brandt habilitierte sich 2003. Danach war sie bis 2004 als Mitarbeiterin in Projekten der Universität tätig für ein Curriculum zu qualitativen Methoden der Sozialforschung sowie für eine Innovative Berufsbildung. Von 2004 bis 2008 wirkte sie mit im Lenkungsausschuss der Wirtschafts- und Sozialakademie der Arbeitnehmerkammer Bremen und im Koordinierungsgremium der Schulbegleitforschung des Landesinstitutes für Schulen in Bremen; sie war deshalb Mitglied im Ausbildungsbeirat der Allgemeinen Berufsschulen. 2008 erfolgte ihre Berufung zur Vertrauensdozentin der Hans-Böckler-Stiftung. 2009 wurde sie Professorin an der Universität Bremen, an der sie in verschiedenen Fachbereichen davor und danach lehrte. Sie nahm zudem eine Vertretungsprofessur in Darmstadt wahr. Seit November 2009 war Quante-Brandt Direktorin der Akademie für Arbeit und Politik der Universität Bremen.

### Politik
Quante-Brandt ist seit 1981 Mitglied der SPD. Sie war lange Jahre Vorsitzende des Juso-Landesverbandes Bremen und danach Mitglied im Landesvorstand der SPD Bremen.
Sie wurde am 30. Juni 2011 als Staatsrätin und Bevollmächtigte beim Bund sowie für Europaangelegenheiten und Angelegenheiten der Integration unter Bürgermeister Jens Böhrnsen (SPD) berufen (Senat Böhrnsen III). Am 6. Juli 2011 wurde sie durch die Bremische Bürgerschaft als Mitglied des Senats bestätigt. Quante-Brandt trat die Nachfolge von Kerstin Kießler (SPD) an.
Sie wurde im Dezember 2012 als Senatorin für Bildung und Wissenschaft in den Senat unter Bürgermeister Jens Böhrnsen (SPD) berufen (Senat Böhrnsen III). Ihre Vorgängerin war Renate Jürgens-Pieper. Das Amt übte sie bis Mitte Juli 2015 aus, danach wurde sie unter Bürgermeister Carsten Sieling (SPD) als Senatorin für Wissenschaft, Gesundheit und Verbraucherschutz berufen (Senat Sieling).
Quante-Brandt wurde im Oktober 2015 gemeinsam mit der Bundesministerin für Bildung und Forschung, Johanna Wanka, zur Vorsitzenden der Gemeinsamen Wissenschaftskonferenz (GWK) gewählt. Beide Vorsitzende wurden für die nächsten zwei Jahre gewählt und wechseln sich nach einem Jahr im GWK-Vorsitz ab. Im Oktober 2017 wurde sie erneut für zwei Jahre gewählt. 2017 übernahm Quante-Brandt auch den Vorsitz der Gesundheitsministerkonferenz. Während der Koalitionsverhandlungen nach der Bürgerschaftswahl 2019 gab sie bekannt, nicht mehr dem Senat angehören zu wollen. Nachfolgerin als Gesundheitssenatorin wurde im August 2019 Claudia Bernhard (Linke) und als Wissenschaftssenatorin Claudia Schilling (SPD). Danach war sie erstmals Abgeordnete in der Bürgerschaft Bremen – Senatoren dürfen in Bremen nicht gleichzeitig der Bürgerschaft angehören – und war sportpolitische Sprecherin der SPD-Fraktion. Zur Bürgerschaftswahl 2023 trat sie nicht mehr an und widmete sich ihrer Aufgabe als Präsidentin des Landessportbunds.

### Weitere Mitgliedschaften
- Quante-Brandt war Vorsitzende der Bremer Sportjugend,
- Seit 1991 Gründungs- und Vorstandsmitglied beim Haus der Zukunft in Bremen-Lüssum-Bockhorn,
- Seit 2002 beim Verein Frauen, Arbeit und Wirtschaft,
- Von 2007 bis 2012 Vorsitzende der Bremischen Kinder und Jugendstiftung,
- Seit 2008 Mitglied in der Deutschen Gesellschaft für Erziehungswissenschaft (DGfE),
- 2022 wurde sie Präsidentin des Landessportbunds Bremen.

## Publikationen (Auswahl)
- Der Schlüssel zur Freiheit. Zusammenhänge zwischen Sozialisation und verwehrter beruflicher Integration. Am Beispiel berufs- und ausbildungslos gebliebener Jugendlicher und junger Erwachsener. Kooperation Universität – Arbeiterkammer Bremen, Bremen 1997, ISBN 3-88722-387-X (Zugleich: Bremen, Universität, Dissertation, 1996: Zusammenhänge zwischen Sozialisation und verwehrter beruflicher Integration am Beispiel berufs- und ausbildungslos gebliebener Jugendlicher und junger Erwachsener.).
- Konflikte im Spannungsfeld von Arbeit und Beruf. Chancen für die Gestaltung arbeitsorientierter Bildungsprozesse (= Berufsbildung, Arbeit und Innovation. Bd. 21). Bertelsmann, Bielefeld 2003, ISBN 3-7639-3169-4 (Zugleich: Bremen, Universität, Habilitations-Schrift, 2003).
- mit Theda Grabow: Betriebliche Lernbedingungen aus der Perspektive von Auszubildenden. In: Winfried Heidemann u. a. (Hrsg.): Zukunft der Berufsausbildung (= Edition der Hans-Böckler-Stiftung 235 Bildung und Qualifizierung). Hans-Böckler-Stiftung, Düsseldorf 2009, ISBN 978-3-86593-125-2, S. 113–129.